# Borneói bozótposzáta
A borneói  bozótposzáta (Locustella accentor) a verébalakúak (Passeriformes) rendjébe, ezen belül a tücsökmadárfélék (Locustellidae) családjába és a Locustella nembe tartozó faj. 15 centiméter hosszú. Észak-Borneó hegyvidéki esőerdőiben él. Pókokkal és rovarokkal táplálkozik.

## Fordítás
- Ez a szócikk részben vagy egészben  a   Friendly bush warbler című angol Wikipédia-szócikk fordításán alapul.  Az eredeti cikk szerkesztőit annak laptörténete sorolja fel. Ez a jelzés csupán a megfogalmazás eredetét és a szerzői jogokat jelzi, nem szolgál a cikkben szereplő információk forrásmegjelöléseként.